# Mansfield Point
Mansfield Point är en udde i Antarktis. Den ligger i Sydorkneyöarna. Argentina och Storbritannien gör anspråk på området.
Terrängen inåt land är kuperad söderut, men åt nordost är den bergig. Havet är nära Mansfield Point åt sydväst. Trakten är obefolkad. Det finns inga samhällen i närheten. 